# Lea Elui
Lea Elui Ginet (Chambéry, Auvernia-Ródano-Alpes, Francia, 4 de enero de 2001), más conocida como Lea Elui o Lea Elui G., es una influencer francesa, quien a los 18 años se convirtió en la chica más seguida en Instagram y TikTok en toda Francia.
Se hizo conocida en 2016 al publicar videos de danza oriental en redes sociales como TikTok e Instagram.

## Biografía

### Vida personal
Antes de ser famosa Léa Elui era una estudiante de secundaria en STMG y combinaba el resto de su tiempo libre filmando y editando vídeos, así lo comentó ella en una entrevista "Mis días han estado menos ocupados desde que comencé a estudiar mi bachillerato a distancia. Estudio mis lecciones muy temprano en la mañana para poder comenzar a filmar y publicar alrededor de las 2 p.m. y me lleva todo el día".
Lea Elui testifica haber sido víctima de acoso escolar en la escuela media y secundaria. Esto la animó a embarcarse en la creación de  videos.
Fue en 2016, en la aplicación Musical.ly (ahora TikTok) que se dio a conocer al publicar videos de danza oriental (también llamada  danza del vientre, danza del vientre en inglés). Luego crea videos humorísticos y  tutoriales (guías filmadas) de maquillaje y peinado en Instagram y en YouTube.
A los 16 años, en septiembre de 2017, su cuenta de Instagram superó los 100.000 seguidores, luego, en diciembre de 2017, alcanzó el  millón. Elui es una seguidora de la positividad.
Lea publica con mucha regularidad en Instagram y todas las noches responde a los comentarios que generan sus fans. En 2019, con más de 9 millones de seguidores, es la francesa más seguida en redes sociales en Francia.
Elui promueve varios productos allí. Para esta actividad comercial de influencer reclutó a un agente, para que pueda continuar sus estudios.
En 2022, participa como candidata en la temporada 12 de Dance with the stars junto a Christophe Licata, y fue eliminada el 28 de octubre de 2022 en los cuartos de final.

## Filmografía

### Televisión
- 2019: Story: des vies hors-norme sur M6 le (14 de julio de 2019)[7]

### Cortometraje
- 2018: La casa de papel (Opération: 2 millions!) de Guillaume Pley sur Youtube

Clip
- 2018 : Sofiane Ledhem, Comme un signe